# Rosalinda (película de 1945)
Rosalinda (también conocida como La flor de la costa) es una película mexicana dirigida por Rolando Aguilar. Fue filmada en 1945 y protagonizada por María Antonieta Pons y Rafael Baledón.

## Argumento
En las playas de Zihuatanejo, México, en 1855, dos hombres pelean por el amor de una mujer,  Rosalinda.

## Reparto
- María Antonieta Pons ... Rosalinda
- Rafael Baledón ... Armando
- Tito Junco ... Gumaro
- Meche Barba ... Luisa
- Agustín Isunza... Simón
- Miguel Ángel Ferriz Sr. ... Don Chon
- Alfonso Bedoya ... Cecina